# Mikis Theodorakis
Mihail „Mikis” Theodorakis (în greacă Μιχαήλ (Μίκης) Θεοδωράκης) (n. 29 iulie 1925, Insula Chios, Administrația descentralizată a Mării Egee⁠⁠(d), Grecia – d. 2 septembrie 2021, Atena, Grecia) a fost un compozitor grec.
A scris peste 1000 de cântece. A scris muzica filmelor Zorba Grecul (titlu original: Alexis Zorbas) (1964), Z (1969) sau Serpico (1973). Este autorul Trilogiei Mauthausen⁠(en)[traduceți], considerată cea mai frumoasă lucrare muzicală despre Holocaust și probabil cea mai bună lucrare a lui Theodorakis. Era considerat în Grecia ca fiind cel mai bun compozitor în viață. A primit Premiul Lenin internațional "pentru întărirea păcii între popoare".